# Gora Gyaurkalasi
Gora Gyaurkalasi är ett berg i Armenien.   Det ligger i provinsen Ararat, i den centrala delen av landet, 30 kilometer sydost om huvudstaden Jerevan. Toppen på Gora Gyaurkalasi är 1 008 meter över havet.
Terrängen runt Gora Gyaurkalasi är kuperad åt nordost, men åt sydväst är den platt. Närmaste större samhälle är Vedi, 2,1 kilometer sydväst om Gora Gyaurkalasi. 
Trakten runt Gora Gyaurkalasi består i huvudsak av gräsmarker. Runt Gora Gyaurkalasi är det ganska tätbefolkat, med 155 invånare per kvadratkilometer.